# Idalus dares
Idalus dares là một loài bướm đêm thuộc phân họ Arctiinae, họ Erebidae.